# Crionica bifurcata
Crionica bifurcata là một loài bướm đêm trong họ Noctuidae.